# Гемау
Гемау (нім. Hemau) — місто в Німеччині, розташоване в землі Баварія. Підпорядковується адміністративному округу Верхній Пфальц. Входить до складу району Регенсбург.
Площа — 122,46 км2. Населення становить 9317 ос. (станом на 31 грудня 2020).